# K2 (お笑い)
K2（ケーツー）は、かつて融合事務所で活動していたお笑いコンビ。1992年結成。2001年解散。勝俣が同じくCHA-CHAの初期メンバーであった堀部とともに結成。

## メンバー
- 勝俣 州和（かつまた くにかず、1965年3月12日 - 、ツッコミ担当）
- 堀部 圭亮（ほりべ けいすけ、1966年3月25日 - 、ボケ担当）

## 出演番組
- 新しい波（フジテレビ、1992年10月16日・1993年3月19日）
  - ただし、3月19日は勝俣が別の仕事により来れなくなった為、堀部1人で出演。
- 森田一義アワー 笑っていいとも!（フジテレビ、1992年10月 - 1994年3月）
- アッコにおまかせ!（TBS）
- 風まかせ 新・諸国漫遊記（フジテレビ）
- お年玉スペシャル 笑う正月!ハッスルかましてよかですか!?（フジテレビ）
- さんまのナンでもダービー（テレビ朝日）
- どちら様も!!笑ってヨロシク（日本テレビ）
- ウッチャンウリウリ!ナンチャンナリナリ!!（日本テレビ）
- ウッチャンナンチャンのウリナリ!!（日本テレビ）
- ひらけ!GOMA王国（関西テレビ）
- ダウンタウンDX（読売テレビ）
- 銀BURA天国（テレビ東京）

## Vシネマ
- パチスロ一攫千金 パチンコ物語番外篇（1993年）